# Смолич Дмитро Миколайович
Дмитро́ Микола́йович Смо́лич (11 квітня 1919 , Петроград  — 28 квітня 1987 , Київ ) — український радянський режисер, син Миколи Смолича.

## Біографія
Народився 11 квітня 1919 у Петрограді. В 1941 році закінчив Оперно-драматичну студію імені К. Станіславського у Москві. У 1941–1955 роках — режисер Київського театру опери і балету імені Т. Шевченка, згодом головний режисер Челябінського, у 1958–1962 роках Одеського, пізніше Білоруського і з 1970 року Київського театру опери і балету.

Могила Миколи і Дмитра Смоличів

Жив у Києві. Помер 28 квітня 1987 року. Похований на Байковому кладовищі поряд з батьком (ділянка № 2)

## Постановки
- «Кармен» Ж. Бізе (1947);
- «Галька» С. Монюшка (1949);
- «Богдан Хмельницький» (1954) і «Назар Стодоля» (1961) К. Данькевича;
- «Молода гвардія» Ю. Мейтуса (1955);
- «В степах України» О. Сандлера (1962) та інші.

## Відзнаки
Заслужений діяч мистецтв Грузинської РСР (з 1957 року), заслужений діяч мистецтв РРФСР (з 1958 року). Народний артист УРСР (з 1960 року), народний артист БРСР (з 1964 року), народний артист СРСР (з 1979 року). Лауреат Державної премії УРСР імені Тараса Шевченка (за 1970 рік) і Державної премії Грузинської РСР імені 3. П. Паліашвілі (за 1973 рік). Нагороджений орденом «Знак Пошани», медалями.

## Вшанування пам'яті

Меморіальна дошка

В Києві, на вулиці Богдана Хмельницького, 39, де з 1971 по 1987 рік жив і працював Дмитро Смолич, встановлено бронзову меморіальну дошку.